# Valerie Perez
Valerie Perez è un personaggio dei fumetti DC Comics. È stata la fidanzata di Bart Allen ai tempi in cui Bart era Flash.

## Biografia del personaggio

### Inizi
Figlia di uno dei nemici dei Flash precedenti, il Professor Manfred Mota, la vita di Valerie fu salvata durante una rivolta nella sua scuola da Bart Allen, quando questi era Kid Flash. Dopo essere stata salvata, Valerie cominciò ad appassionarsi al giovane eroe e, essendo un genio della scienza, si dedicò allo studio della Forza della velocità, e più in particolare, allo studio di Bart. Dopo essersi laureata, Valerie lavorò per la Dottoressa Tina McGee come interna dei Laboratori S.T.A.R. di Keystone City. Fu incaricata di lavorare con Bart per scoprire cosa era successo alla Forza della velocità, dopo che Bart si rifiutò di lavorare con Tina, e volendosi guadagnare la sua fiducia, i due si baciarono durante l'esecuzione di un test.

### La relazione con Bart
Più o meno nello stesso periodo, la relazione di parentela tra Valerie e Mota venne scoperta dai suoi datori di lavoro, e nonostante gli sforzi della Dottoressa McGee, Valerie fu licenziata dai Laboratori STAR. Mota la chiamò sul lavoro dicendole che voleva incontrarla, anche se lei rifiutò. Si presentò poi a casa sua, dopo essere stato trasformato chissà come in un essere di pura energia, per motivi ancora ignoti. Lasciandosi alle spalle una finta lettera per Bart, che gli impediva di mettere in discussione la scomparsa di Valerie e la ricerca della sua ubicazione, voleva utilizzare il DNA di sua figlia per ricostruirsi un corpo, e utilizzò proprio Valerie come esca per vendicarsi di Bart, con l'aiuto di Inertia. Valerie sopravvisse all'esperimento, e Inertia la utilizzò come trappola per Bart a Las Vegas, dopo una telefonata all'eroe, da lui interpretata mascherando la sua voce con quella di Valerie.
Bart giunse nell'attico dell'hotel di Las Vegas, dove trovò Inertia. Quindi, Inertia lo portò da Valerie, rivelandogli che la ragazza era stata legata ad una bomba. Dovendo fare la solita scelta: o salvare l'amore della sua vita o la città, Bart disattivò la bomba e condusse il lampo dal cannone intorno al mondo perché si autodistruggesse (forse anche la scelta migliore per un velocista). Inertia fuggì e Bart, dopo aver aiutato Las Vegas a recuperare la perdita di potenza dovuta allo sparo del cannone, per ritornare all'attico dove ritrovò Valerie. Quella sera riaccesero la loro relazione fino al mattino.
Mota giunse all'attico, per tentare di convincere Valerie che l'amava ancora e del desiderio di ritornare umano, ma fu respinto ancora una volta da sua figlia e fermato da Bart, venendo intrappolato in un elettromagnete.
Valerie volle ritornare ai Laboratori STAR, con l'aiuto di Bart, ora diventato Flash. Nonostante ciò, Valerie perse lo stesso il suo lavoro, venendo vista più come una spesa che un ricavo, implicando una conversazione con Bart in cui volle spiegare che la sua sfortuna era dovuta ad una relazione con un metaumano attivo e soggetto a incidenti.
La sua perdita di lavoro, la tensione di avere una relazione con un metaumano di origini involute la cui età biologica e quella cronologica non combaciavano, il suo sempre crescente senso di isolamento e di inadeguatezza, portarono Valerie a sfogarsi incautamente contro i suoi guai e i suoi sentimenti, inclusa la preoccupazione riguardo all'identità segreta di Bart alla sua migliore amica: una cosa che Bart scoprì durante un'uscita a quattro, quando la migliore amica di Valerie, Brenda, lo respinse con una barriera di allusioni sessuali riguardo alle sue abilità super-veloci.
Mentre Valerie tentava di rimettere le cose a posto, aprendosi a Bart riguardo ai suoi sentimenti e preoccupazioni, Bart le raccontò inavvertitamente della sorte toccata a Sue Dibny, paragonando il stupro brutale per mano del Dottor Light e la sua morte con il destino che aspettava Valerie a causa della sua sconsideratezza.

### La morte di Flash
Successivamente, cambiando sentimenti per Bart riguardo alla preoccupazione dell'eroe per lei, lo seguì all'Accademia di Polizia, sperando di ricominciare la loro relazione. Ma Bart, essendo stato avvertito in precedenza da sua nonna, Iris West, a proposito di una battaglia che lo aspettava nell'immediato futuro, con pochissime probabilità di vincere e di rimanere vivo, la respinse con freddezza, sperando di risparmiarle il dolore della sua probabile morte.
Nonostante ciò, Iris Allen venne fuori per spiegare a Valerie il bluff di Bart per sventare il piano di Inertia di strappare la Forza della velocità da Bart, e di lasciarlo a morire nelle mani dei Nemici. Valerie tentò di adeguarsi, ma non vi riuscì: dato che Bart, ora senza poteri, fermò Inertia dall'attaccarla, mentre tentava di manomettere le macchine costruite per depotenziare Bart, i Nemici, spaventati dalla possibilità di essere incarcerati di nuovo, misero insieme i loro colpi migliori e li diressero verso un Flash depotenziato, uccidendolo sotto gli occhi di Valerie.
Mentre Valerie gli teneva la mano per l'ultima volta, con il suo ultimo respiro, Bart le confessò il suo amore per lei.
Da lì in poi, Valerie non si vide più nelle pubblicazioni della DC, almeno fino alla ricomparsa di Wally West come Flash, e Bart non ebbe più contatti con lei fino al momento della sua resurrezione.